# Репресії політичні
Політичні репресії — це переслідування особи чи групи в суспільстві з політичних міркувань, зокрема, з метою обмеження або запобігання їх здатності брати участь у політичному житті суспільства, зменшуючи таким чином їхні позиції серед своїх співгромадян.
Політичні репресії іноді використовуються як «політична дискримінація» (також відома як політика). Це часто проявляється через дискримінаційну політику, таку як порушення прав людини, зловживання наглядом, жорстокість поліції, тюремне ув'язнення, недобровільне врегулювання, зняття прав громадян, люстрація та насильницькі дії або терор, такі як вбивство, сумарні страти, катування, примусове зникнення та інші позасудові покарання політичних активістів, дисидентів чи загального населення. Політичні репресії також можуть бути підкріплені засобами поза письмовою політикою, такими як державна та приватна медіа-власність, а також самоцензура в суспільстві.
Якщо політичні репресії є санкціоновані та організовуються державою, це може бути державним тероризмом, геноцидом, політичною діяльністю або злочинами проти людства. Систематичні та жорстокі політичні репресії є характерною рисою диктатур, тоталітарних держав та подібних режимів. Акти політичних репресій можуть здійснюватися таємними поліцейськими силами, армією, воєнізованими групами чи загонами смерті. Репресивні дії також знайшли в демократичних контекстах. Це може навіть включати створення ситуацій, коли смерть є ціллю репресій як кінцевий результат.
Якщо політичні репресії не виконуються за погодженням із державою, сектор уряду може все ще бути відповідальним. Прикладом є операції FBI COINTELPRO в США з 1956 по 1971 рік.
У деяких державах «репресії» можуть бути офіційним терміном, що використовуються в законодавстві, або в назвах державних установ. Наприклад, Радянський Союз мав правову політику придушення політичної опозиції, визначеної в Кримінальному кодексі, і на Кубі під час Фулгенціо Батіста було таємне поліцейське відомство, офіційно назване як «Бюро репресій комуністичної діяльності».

## Політичний конфлікт
Політичний конфлікт значно збільшує ймовірність державних репресій. Це, мабуть, найнадійніший висновок у дослідженні соціальних наук про політичні репресії — громадянські війни є сильним прогнозом репресивної діяльності, а також інші форми викликів від недержавних суб'єктів. Держави так часто залучаються до репресивної поведінки в період громадянського конфлікту, що відносини між цими двома явищами називають «законом примусового реагування». Коли їх авторитет або легітимність знаходяться під загрозою, режим реагує відкрито або приховано, придушуючи дисидентів для усунення поведінкової загрози. Державні репресії згодом впливають на мобілізацію дисидентів, хоч напрямок цього ефекту залишається відкритим питанням. Деякі суттєві докази свідчать про те, що репресії придушують мобілізацію дисидентів, зменшуючи спроможність суперників організуватися, але також цілком можливо, що учасники викликів можуть використати державну репресивну поведінку, щоб стимулювати мобілізацію серед прихильників шляхом формування репресій як нової скарги проти держави.

## Насильство
Політичні репресії часто супроводжуються насильством, яке може бути законним чи незаконним відповідно до національного законодавства. Насильство може як ліквідувати політичну опозицію безпосередньо шляхом вбивства членів опозиції, так і побічно, через неформальні санкції в умовах зв'язності соціальної системи на економічному підґрунті (геометричним образом такої системи є зв'язаний простір).

## Нетерпимість
Політичні репресії іноді є синонімом політичної, ідеологічної, релігійної та соціальної дискримінації та нетерпимості. Ця нетерпимість виявляється через дискримінаційну політику, порушення прав людини, жорстокість поліції, тюремне ув'язнення, знищення, вигнання, вимагання, тероризм, позасудове вбивство, скоєння покарань, тортури, примусове зникнення та інші покарання проти політичних активістів, дисидентів та населення в цілому.

## Державний тероризм
Коли політичні репресії є санкціоновані та організовуються державою, можна досягти ситуацію  державного тероризму, геноциду та злочинів проти людяності. Систематичні та жорстокі політичні репресії є типовою рисою диктатури, тоталітаризму та подібних режимів. У цих режимах акції політичних репресій можуть здійснюватися поліцією та таємною поліцією, армією, воєнізованими групами та загонами смерті. Іноді режими вважалися як демократичне здійснення політичних репресій та державного тероризму щодо інших держав, як частина їхньої політики безпеки.